# Aechmea macrochlamys
Aechmea macrochlamys är en gräsväxtart som beskrevs av Lyman Bradford Smith. Aechmea macrochlamys ingår i släktet Aechmea och familjen Bromeliaceae. Inga underarter finns listade i Catalogue of Life.